# Mionectes
Mionectes là một chi chim trong họ Tyrannidae.